# James McGarva
James McGarva (11 de noviembre de 1973) es un deportista británico que compitió en remo. Ganó dos medallas de plata en el Campeonato Mundial de Remo, en los años 1999 y 2000, ambas en la prueba de ocho con timonel ligero.

## Palmarés internacional
| Campeonato Mundial | Campeonato Mundial      | Campeonato Mundial | Campeonato Mundial      |
| Año                | Lugar                   | Medalla            | Prueba                  |
| ------------------ | ----------------------- | ------------------ | ----------------------- |
| 1999               | St. Catharines (Canadá) | Medalla de plata   | Ocho con timonel ligero |
| 2000               | Zagreb (Croacia)        | Medalla de plata   | Ocho con timonel ligero |